# František Dollanský
František Dollanský (7. srpna 1829 Mutinsko, osada poblíž Nových Zámků (Křinec) – 18. února 1905 Jičín) byl rakouský politik české národnosti z Čech, poslanec Českého zemského sněmu a starosta Jičína.

## Biografie
Byl měšťanem a majitelem mlýna v Jičíně. Od roku 1883 do roku 1903 zastával post starosty Jičína. Od roku 1890 byl členem okresního výboru. Byl zakladatelem, předsedou obecní spořitelny v Jičíně. Zastával i post předsedy místní školní rady, člena okresní školní rady a dlouholetého předsedy Občanské besedy.
V 80. letech se zapojil i do vysoké politiky. V zemských volbách v roce 1889 byl zvolen na Český zemský sněm, kde zastupoval kurii městskou, obvod Jičín, Nový Bydžov. Patřil ke staročeské straně.
Zemřel v únoru 1905 v Jičíně a byl pochován na místním městském hřbitově.